# Fort de Chedabouctou
 (novembre 2023).
Si vous disposez d'ouvrages ou d'articles de référence ou si vous connaissez des sites web de qualité traitant du thème abordé ici, merci de compléter l'article en donnant les références utiles à sa vérifiabilité et en les liant à la section « Notes et références ».
Le Fort de Chedabouctou est un ancien poste de traite et de pêcherie français situé en Acadie au XVIIe siècle et XVIIIe siècle au fond de la baie de Chedabouctou.

## Contexte historique
Le fort fut d'abord, dans la première moitié du XVIIe siècle, un comptoir de pêche et de séchage de la morue et un lieu de troc avec les tribus Amérindiennes voisines, fondé en 1604. Ce poste fut ensuite fortifié en raison des menaces anglaises dès le milieu du XVIIe siècle. C'est Nicolas Denys, le représentant de la Compagnie de la Nouvelle-France à La Rochelle, partit pour l'Acadie, avec Isaac de Razilly, en 1632, qui obtint la concession de la contrée qui s'étend depuis le cap Canceau jusqu'à Gaspé, où il se lança dans le commerce du bois et une entreprise de pêche. Un autre poste fortifié français était situé au nord de la baie de Chedabouctou, le Fort Saint-François situé à Canceau, construit par le gouverneur de l'Acadie Isaac de Razilly et le sieur Nicolas du Breuil. 

## Peuplement et ravitaillement
Entre 1650 et 1660, Nicolas Denys recruta en France, près de 500 hommes et femmes afin de renforcer la colonisation de sa contrée en Acadie.
Chaque année, un navire, Le Saint-Louis venait de La Rochelle au printemps, ravitailler le port du fortin de Chedabouctou en denrées et biens. L'équipage restait tout l'été, puis le navire repartait à l'automne chargé de morues séchées dans ses cales.

## Destruction et reconstruction
En 1688, le fortin fut pris par surprise de nuit, par une centaine de corsaires britanniques qui mirent à sac le poste de traite et pillèrent les réserves de vivre. Les Acadiens reconstruisirent leur poste et en firent un fort mieux armé que le précédent. 
Le gouverneur de l'Acadie, Jacques-François de Monbeton de Brouillan, né en 1651 en Gascogne mourut le 22 septembre 1705 au Fort de Chedabouctou.
En 1713, après le traité d'Utrecht, la France perdit une partie de l'Acadie, dont le fort de Chedabouctou qui laissera par la suite la place à la petite cité de Guysborough. La France conservait néanmoins l'Île du Cap-Breton et entreprit alors la construction d'un nouveau fort, celui de Louisbourg.

## Galerie

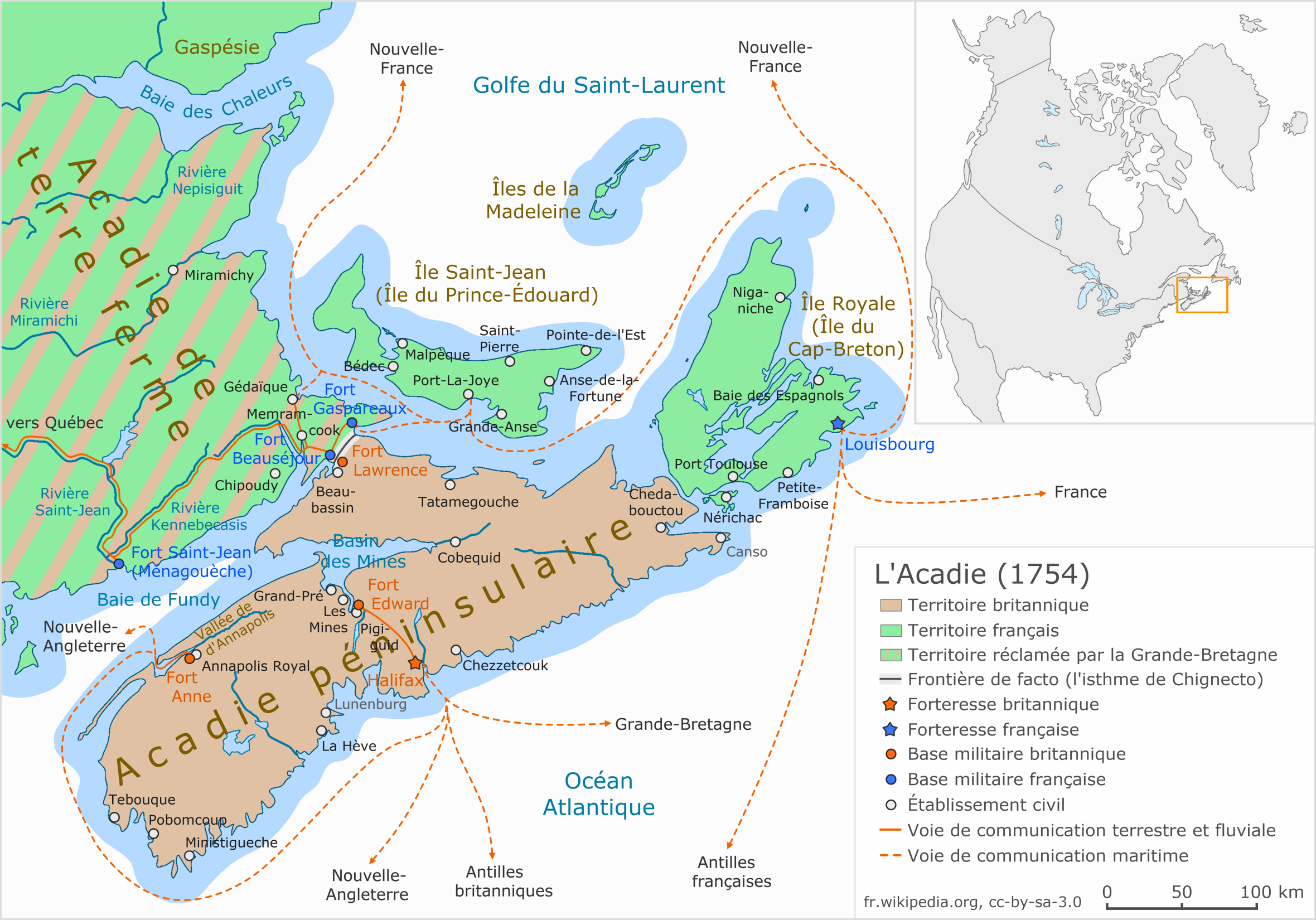
Localisation de Chedabouctou en 1754.

## Sources
- Robert Challes, Mémoires et correspondance, Rapports sur l'Acadie, éditions Droz, 1996
- Gervais Carpin, Le réseau du Canada: étude du mode migratoire de la France vers la Nouvelle-France (1628-1662), coéditions Presses de l'Université de Paris-Sorbonne, et éditions Septentrion, Québec, 2001
- Robert Challes, Journal d'un voyage fait aux Indes orientales, Volume 1, Chez Jean Baptiste Machuel, Rouen, 1721